# Wegaf
Wegaf  (o Ugaf) fou un faraó de la dinastia XIII d'Egipte. Al papir de Torí, és indicat com a primer faraó, però les troballes arqueològiques han comprovat que fou un error a causa de la similitud dels noms del tron. Va regnar aproximadament dos anys i quatre mesos (1759 aC - 1757 aC) i la seva capital fou Itjtawi.
El seu nom d'Horus fou Hr sxm nTr.w ('Horus, el sekhem dels déus'); el seu nom Nebti fou nb.tj xa bA.w ('Les dues senyores, el poder ha aparegut'); el seu nom d'Horus d'or fou bik nbw mrj tA.wj ('El falcó daurat estimat de les dues senyores' o 'que estima les dues senyores'); el seu nom de tron fou Khutawire ('Ra és el protector de les dues terres'); Wegaf fou el seu nom personal.
S'ha trobat un escarabat, però és conegut també per una estela a Karnak i una a la Baixa Núbia, i per una estàtua al Museu de Khartum i potser una altra al Museu del Caire.